# Elektromotorna garnitura
Elektromotorna garnitura (EMG) (angl. EMU - electric multiple unit) je vlakovna garnitura (način pogona vlakov, pri katerem ima vsak člen svoj pogon - za razliko od konvencionalnega vlaka, pri katerem ima pogon samo lokomotiva), ki za pogon uporablja elektriko. Pri elektromotornih garniturah je po navadi večje število električnih trakcijskih motorjev nameščenih v podvozju vagonov po celotni dolžini vlaka - vmes so sicer lahko tudi vagoni brez pogona. Skoraj vse elektromotorne garniture so potniške. 
Elektromotorne garniture so po navadi lažje, pospešujejo hitreje in so tišje od dizelmotornih garnitur. Ker uporabljajo električni pogon, tudi ne onesnažujejo.